# Starbuck (illa)
L'illa Starbuck (o illa Volunteer) és una illa coral·lina deshabitada del Pacífic i forma part de les illes de la Línia de Kiribati. Els seus noms anteriors inclouen "illa Barren", "illa Coral Queen", "illa Hero", "illa Low" i "illa Starve".

## Geografia, flora i fauna
Situada just a l'est del centre geogràfic de l'oceà Pacífic (4° 58′ S, 158° 45′ O / 4.97°S,158.75°O), i amb una superfície de 8,9 quilòmetres d'est a oest i 3,5 quilòmetres de nord a sud, l'illa Starbuck té una superfície de 1.620 hectàrees. És una illa baixa, seca i de pedra calcària coral·lina amb una platja escarpada recolzada per un banc de 6 a 8 metres d'alçada compost per grans fragments de corall. Diverses llacunes hipersalines es formen al costat oriental. De vegades s'assequen i es diu que és perillós apropar-s'hi: un treballador durant els dies d'extracció de guano es va enfonsar fins al coll en fang salat abans de ser rescatat.
No hi ha aigua dolça, que és un dels atols més secs del grup d'illes Line. La precipitació anual mitjana és d'aproximadament 800 mm.
Hi ha poca vegetació a Starbuck; predominen els matolls raquítics de Sida fallax i les herbes i pastures baixes, juntament amb alguns arbustos de Cordia subcordata i herba en ramat. Les fotos han mostrat algunes palmeres que creixen prop del centre.
L'illa compta amb una gran colònia de xatracs fuliginosos, estimada en 3 milions d'aus (tot i que hi ha informes que estimen la població és de 6 milions), juntament amb rates polinèsies, gats ferals, tortugues verdes i unes quinze espècies més d'aus marines.

## Història
James Henderson, capità mercant del vaixell Hèrcules de la Companyia Britànica de les Índies Orientals, va albirar l'illa el 1819 mentre navegava des de Sud-amèrica cap a Calcuta. Poc després de la seva arribada, un diari local, The Calcutta Journal, va publicar l'informe de Henderson sobre tres illes que havia trobat durant el seu viatge, però no va indicar la data exacta del seu albirament. Henry Evans Maude va estimar que això podria haver estat a principis de febrer de 1819. El següent capità que se sap que la va veure va ser Obed Starbuck, capità del balener Hero de Nantucket, el 5 de setembre de 1823.
Va ser albirada de nou el 12 de desembre de 1823 pel cosí germà d'Obed, Valentine Starbuck, el capità nascut als Estats Units del vaixell balener britànic L'Aigle. L'Aigle portava el rei Kamehameha II de Hawaii i la reina Kamāmalu i el seu seguici a Anglaterra. Valentine Starbuck és el primer no illenc del Pacífic que es coneix que ha trepitjat l'illa.
L'illa Starbuck va ser reclamada pels Estats Units en virtut de la Llei de les Illes Guano de 1856, però va ser controlada per Gran Bretanya després de 1866, quan el comodor Swinburn del HMS Mutine en va prendre possessió. L'illa va ser minada per obtenir fosfat entre 1870 i 1893. Formava part de la colònia britànica de les illes Gilbert i Ellice abans de la independència de Kiribati el 1979. Les reclamacions americanes sobre l'atol van ser formalment anul·lades al Tractat de Tarawa, signat el mateix any.
En el seu punt més alt, s'eleva a només uns 5 metres. A causa del seu baix perfil i els perillosos esculls circumdants, diversos vaixells van naufragar-hi a finals del segle XIX. El vaixell francès Euryale va naufragar-hi el març de 1870 i la tripulació va quedar abandonada a l'atol durant 35 dies. L'experiència va permetre al capità de l'Euryale, futur contraalmirall Albert Des Portes, finalment cartografiar la ubicació geogràfica correcta de l'illa. Tots els membres de la tripulació van ser finalment rescatats i van ser retornats a França.
El 7 d'agost de 1896, el vaixell noruec Seladon hi va naufragar contra la barrera. La tripulació va pujar als bots salvavides i va anar a la deriva durant 30 dies fins que van desembarcar a l'illa de Niulakita, Tuvalu. Van viure junts amb uns quants nadius durant 10 mesos fins que van ser rescatats per un vaixell que passava.
L'illa Starbuck ha estat designada com a Santuari de Vida Silvestre de l'Illa Starbuck. El 2014, el govern de Kiribati va establir una zona d'exclusió de pesca de 12 milles nàutiques al voltant de cadascuna de les illes de la Línia del sud: Caroline (comunament anomenada Millennium), Flint, Vostok, Malden i Starbuck.

## Galeria

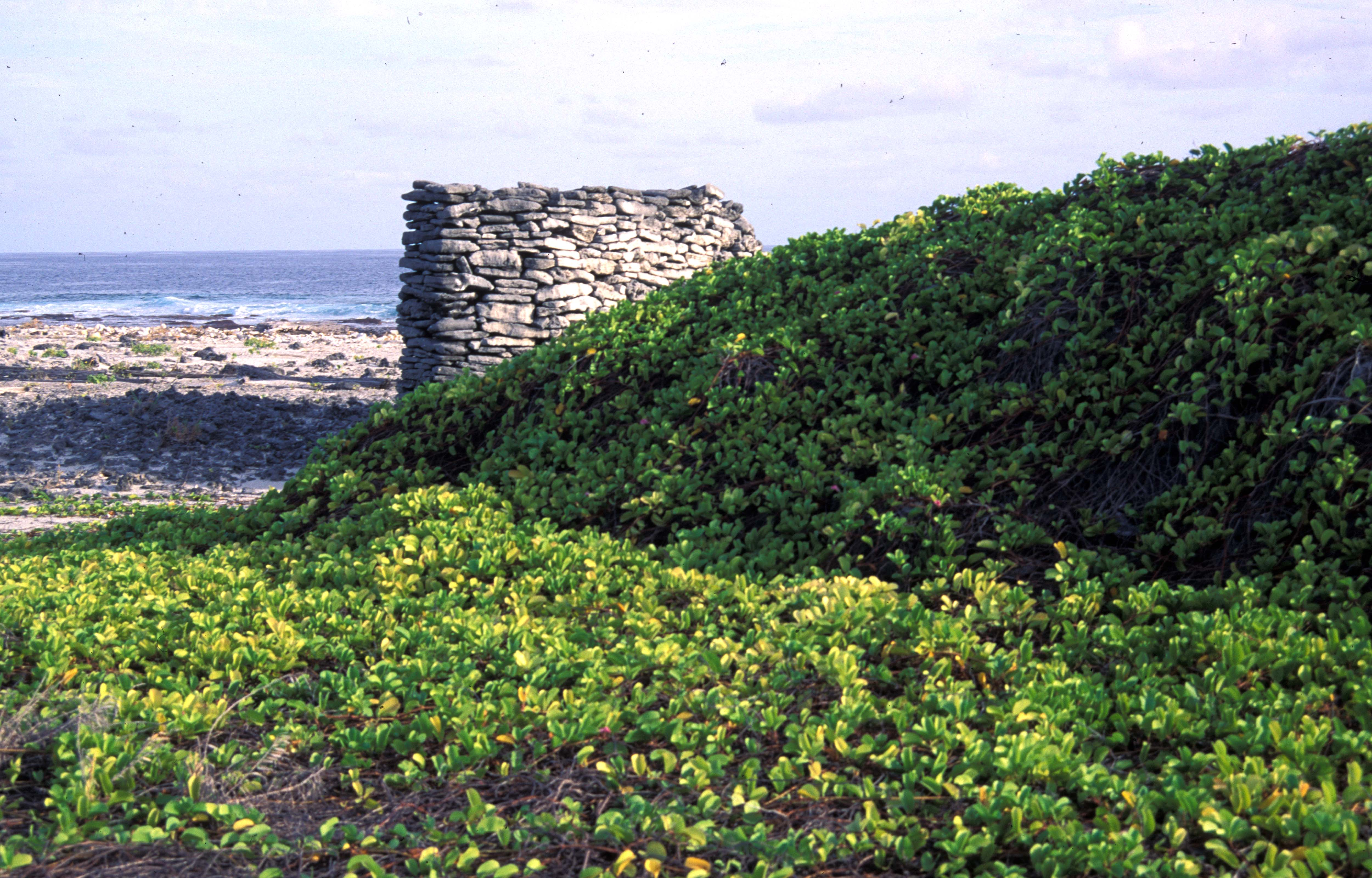
Mur en ruïnes d'un assentament de guano del segle XIX a l'illa Starbuck
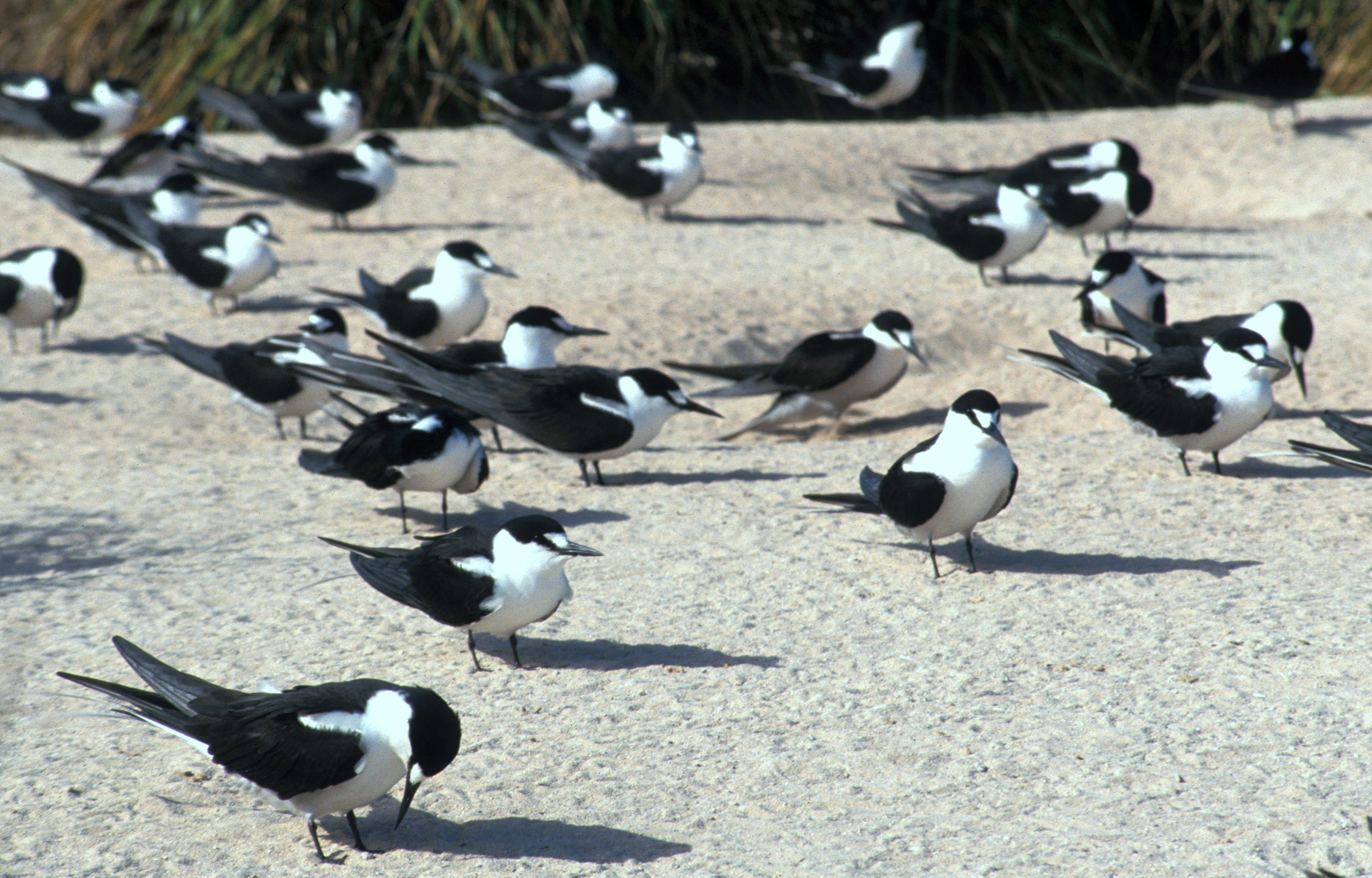
Colònia de xatracs fuliginosos a l'illa Starbuck
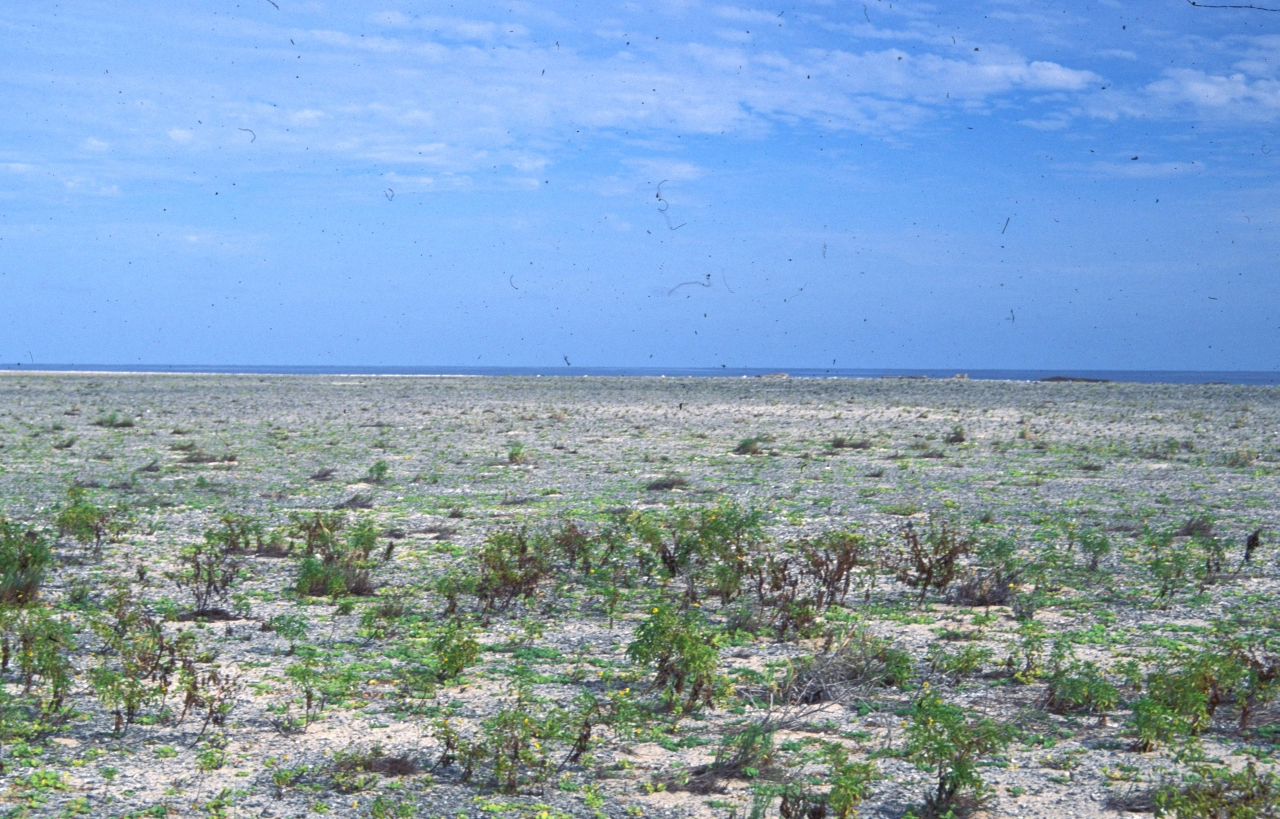
Interior en gran part erm de l'illa Starbuck
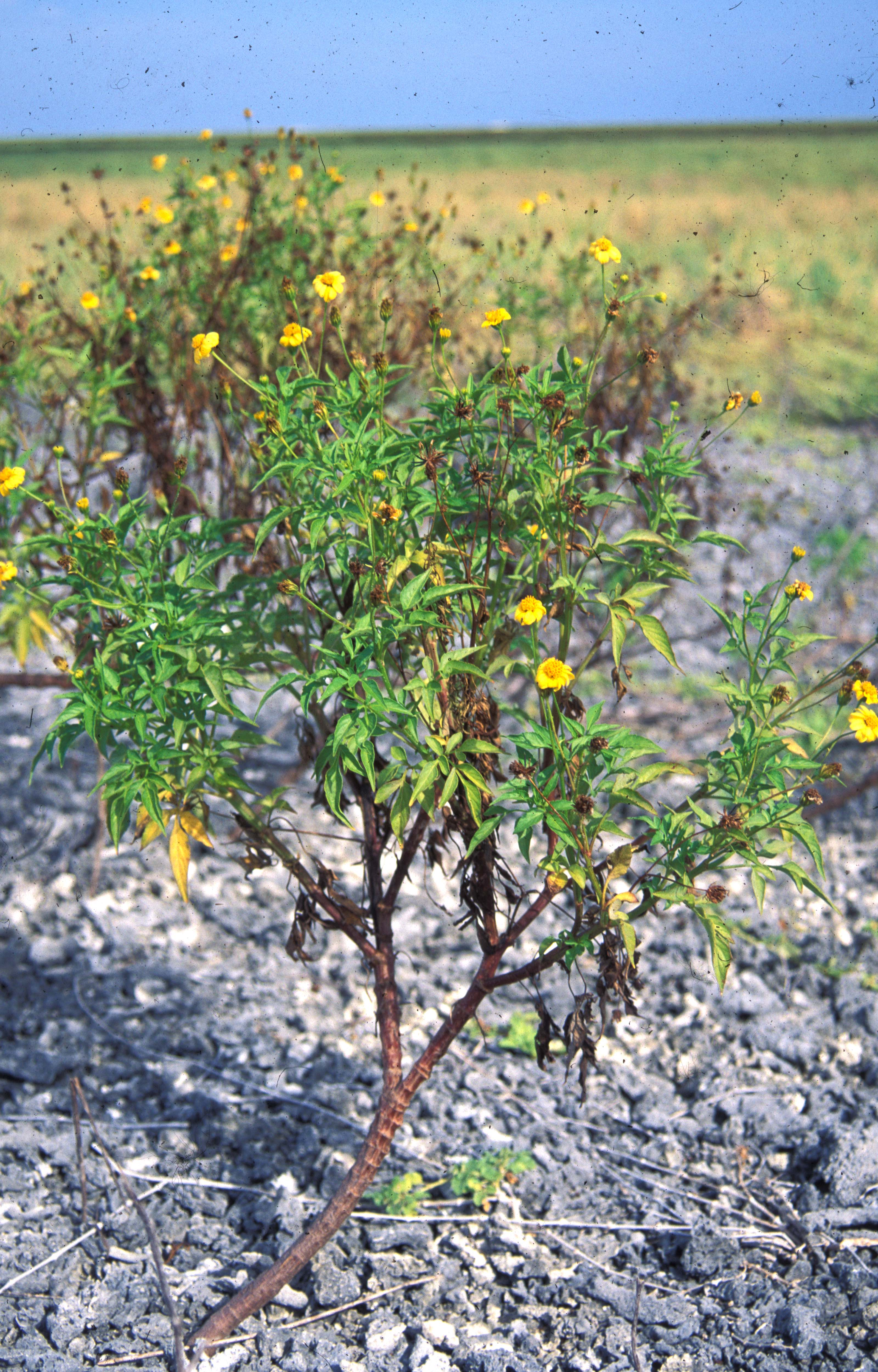
Bidens kiribatiensis a l'illa Starbuck